# Przejście na drugie okrążenie
Przejście na drugie okrążenie (ang. go-around) – w lotnictwie, procedura przerwanego lądowania samolotu znajdującego się na końcowej ścieżce podejścia prostej do pasa lub po wylądowaniu. Odejście na drugi krąg może zostać zainicjowane przez pilota lub zażądane przez kontrolę ruchu lotniczego z różnych powodów, takich jak niestabilne podejście, nagła zmiana wiatru, usterka mechaniczna lub przeszkoda na pasie startowym.  
Decyzję o przejściu na drugie okrążenie podejmuje pilot w sytuacji, gdy uzna, że lądowanie może zakończyć się niepowodzeniem, bądź na polecenie służb kontroli ruchu lotniczego. W każdej z tych sytuacji konieczne jest potwierdzenie (ang. read-back) przez drugą osobę. Piloci włączają wtedy pełną moc silników, podnoszą nos maszyny do góry, zmniejszają kąt wychylenia klap oraz obowiązkowo informują o tym kontrolę lotów.
Termin ten wywodzi się z tradycyjnej organizacji ruchu nad lotniskiem w lotach z widocznością w tzw. krąg nadlotniskowy, gdzie po decyzji przerwaniu lądowania pilot wykonuje drugie okrążenie, aby ponownie znaleźć się na prostej do pasa. W lotach wykonywanych zgodnie z przepisami dla lotów według wskazań przyrządów (IFR) zamiast dosłownego „drugiego okrążenia nad lotniskiem” pilot wykonuje zgodnie z opublikowaną na mapach podejścia (ang. approach chart) dla danego lotniska procedurę nieudanego podejścia do lądowania (ang. missed approach) która pozwoli na bezpieczne wykonanie ponownego podejścia lub wyprowadzi statek powietrzny na punkt oczekiwania (ang. holding point), gdzie samolot oczekiwać będzie na możliwość ponownego podejścia do lotniska wykonując tzw. holding.
Odejście na drugi krąg nie jest sytuacją awaryjną, lecz standardową procedurą, którą każdy pilot musi znać na pamięć, żeby w razie konieczności podjąć w odpowiednim czasie decyzję odejścia (lepiej wcześniej, niż później) i wykonać ją bezbłędnie.